# Croton comosus
Espèce
Croton comosus est une espèce de plantes à fleurs du genre Croton et de la famille des Euphorbiaceae, présente au Brésil (Minas Gerais).
Il a pour synonyme :
- Astraea tomentosum, Klotzsch
- Croton comosus var. major, Müll.Arg., 1866
- Croton comosus var. minor, Müll.Arg., 1866
- Croton digitifolius, Baill., 1864
- Oxydectes comosa, (Müll.Arg.) Kuntze